# Jacquet de Mântua
Jacquet de Mântua (Jacques Colebault, de Jachet de Mantoue) (Vitré, 1483 — Mântua, 2 de outubro de 1559) foi um compositor francês do Renascimento, que passou quase toda a sua vida na Itália. Ele foi um membro influente da geração entre Josquin e Palestrina e representa bem o estilo polifônico de transição entre esses dois compositores.

## Vida
Jacquet nasceu em Vitré (Ille-et-Vilaine) e provavelmente foi para a Itália ainda jovem. Ele estava em Módena em 1519, trabalhando para a família Rangoni, e em 1525 estava em Ferrara, na corte Este, onde formou uma estreita amizade com Adrian Willaert, o fundador da Escola Veneziana. No ano seguinte, ele se mudou para Mântua, onde passou o resto de sua vida. Ele se tornou maestro di cappella na catedral de São Pedro e São Paulo, onde seu empregador era o cardeal Ercole Gonzaga, o bispo de Mântua. O cardeal Ercole Gonzaga gostava de Jacquet, e o relacionamento era mutuamente benéfico; quando Gonzaga se tornou presidente do Concílio de Trento e o defensor mais entusiasmado da contrarreforma, ele foi um defensor vigoroso da música de seu compositor favorito.
Além de serem reconhecidos por seu empregador, os papas dos Médici Leão X e Clemente VII também elogiaram sua música. Grande parte da música de Jacquet circulou amplamente, especialmente seu moteto Aspice Domine, que apareceu em mais de trinta fontes contemporâneas.
Jacquet parece ter morrido em dívida, uma ocorrência estranha para alguém tão bem relacionado e estimado, especialmente pelos Médici; no entanto, sua família recebeu uma pensão do cardeal Ercole.

## Música
Jacquet compôs quase exclusivamente música vocal sagrada. Ele estava atento às tendências da época, e sua música mostra uma clara progressão estilística, desde o início das práticas do final do século XV até uma compreensão posterior da imitação generalizada usada pela geração de compositores posteriores a Josquin.
Ele escreveu 23 missas que sobreviveram e mais de cem motetos. Apenas três obras seculares sobreviveram, e essas são provavelmente composições iniciais.
Nos seus últimos anos, sua música era mais simples e ele escreveu muitos hinos.